# Matthäus Vogel (Theologe)
Matthäus Vogel (auch: Orneus; * 7. September 1519 in Nürnberg; † 3. Dezember 1591 in Alpirsbach) war ein deutscher evangelischer Theologe.

## Leben
Der Sohn des Leonhard Vogel stammte aus einfachen Verhältnissen. Er hatte die St. Sebaldschule in Nürnberg besucht und 1534 ein Studium an der Universität Tübingen aufgenommen. Von dort wechselte er 1536 unter dem Rektorat von Justus Jonas der Ältere an die Universität Wittenberg, wo er fünf Jahre lang die Vorlesungen von Martin Luther und Philipp Melanchthon besuchte. Dann wurde er Lehrer in Nürnberg, studierte aber wieder in Wittenberg weiter, wo er 6. April 1541 Bakkalaurus und am 11. September 1543 unter dem Dekanat von Andreas Aurifaber Magister der philosophischen Wissenschaften wurde. 1544 ging er als Pfarrer nach Lauf an der Pegnitz und 1548 als Diakon an die Jakobskirche nach Nürnberg.
Da er sich dem Augsburger Interim widersetzte, verlor er jedoch seine Stellung. 1549 führte ihn dieses Ereignis nach Preußen, in das Städtchen Labiau und 1550 nach Wehlau, wo er vier Jahre lang Pastor war. 1554 wechselte er als Prediger an den Königsberger Dom und übernahm an der Universität Königsberg 1557 die Professur der Theologie. An der Königsberger Hochschule war er in den Wintersemestern 1559/60 sowie 1563/64 Rektor.
Er hatte sich auch die Anerkennung seines Dienstherrn Albrecht von Preußen erworben, der ihn unter anderem mit einer Neufassung der preußischen Kirchenordnung beauftragte. Als Anhänger der Rechtfertigungslehre des Andreas Osiander wurde er von dessen Gegnern, vor allem von Joachim Mörlin, angegriffen und musste 1566 aufgrund des Osiandrischen Streits seine Königsberger Stellung aufgeben. Er ging nach Württemberg. Nach einem halben Jahr in Kirchheim fand er 1568 in Hornberg ein neues Betätigungsfeld als Pfarrer. 1571 wurde er Spezialsuperintendent und Pfarrer in Göppingen und 1579 fürstlich württembergischer Rat und Abt von Alpirsbach.

## Familie
Vogel war dreimal verheiratet:
- Die erste Ehefrau war am 3. Oktober 1549 in Labiau verstorben, wo er kurzzeitig eine Stelle als Pfarrer bekleidete.
- Mit seiner 2. Ehefrau (geborene Gnad[en]seel) hatte er 13 Kinder, von denen er 8 aus Königsberg mit in des Herzogtum Württemberg brachte. Unter dieser war auch der Sohn Matthäus.

Matthäus Vogel der jüngere (* 1563 in Königsberg; † 3. September 1624), kam mit seinen Eltern um 1566 nach Württemberg, wo er später ein Studium in Blaubeuren, Bebenhausen und Tübingen studierte. 1588 wurde er Diakon in Sulz am Neckar und wechselte 1590 nach Herrenberg. Im Jahr 1595 wurde er Pfarrer in Dettingen unter Teck, 1606 Stadtpfarrer von Heidenheim und war ab 1612 fürstlich-württembergischer Rat sowie Probst in Herbrechtingen. Er überarbeitete die Biblische Schatzkammer seines Vaters und brachte diese als Epitomen unter dem Titel Thesaurus theologicus ex sola S. Scriprura depromtus in Latein heraus. Er war zweimal verheiratet: 1. mit Felizitas (geborene Parsimonius), 2. Sara (geborene Scholl), mit der er mindestens 7 Kinder hatte.

## Werke
- Dialogus oder Gespräch eines armen Sünders mit Mose und Christo von der Rechtfertigung des Glaubens aus der Heiligen Schrifft. 1557.
- Widerlegung der ungegründeten Antwort D: Joach. Mörlins auf mein Buch, welches ich wider ihn zu schreiben durch seinen Lästerbrief bin gedrungen worden. 1558.
- Antwort auf D. Joach.Mörlins zu Braunschweig ausgegangene Apologiam. Königsberg 1558.
- Zwey Predigten von der Fußwaschung Christi. Königsberg 1558.
- Trost- oder Seelen-Arzneybuch, in welchem 105 schwehrste Anfechtungen und Kreutz, damit fromme Christen in der Welt gequälet werden, verfasset sind. Frankfurt 1572.
- Biblische Schatzkammer in 7 Theilen. Frankfurt / Tübingen, 1572.
- Summarischer Auszug der Schatzkammer. Tübingen 1588.
- Thesaurus theologicus ex sola S. Scriprura depromtus. Tübingen 1592, Frankfurt 1612.